# Wiktorija Georgiewa
Victoria, właśc. Wiktorija Georgiewa (bułg. Виктория Георгиева; ur. 21 września 1997 w Warnie) – bułgarska piosenkarka i autorka tekstów.

## Życiorys
Zaczęła śpiewać w wieku 11 lat. Po pewnym czasie zapisała się do studia wokalnego „Angel Voices”, gdzie jej nauczycielką muzyki była Atanaska Lipcheva. Brała udział na przesłuchaniu w pierwszych trzech sezonach X Factor Bulgaria, ale w żadnym nie doszła do etapu oceniania przez jury, głównie ze względu na swój wiek. W 2016, przy czwartej próbie, zakwalifikowała się do odcinków na żywo programu, odpadła w 9. tygodniu.
25 listopada 2019 ogłoszono, że będzie reprezentować Bułgarię z utworem „Tears Getting Sober” w 65. Konkursie Piosenki Eurowizji odbywającym się w maju 2020. 18 marca 2020 poinformowano o odwołaniu konkursu z powodu pandemii koronawirusa. W kwietniu 2020 roku wystąpiła w projekcie Eurovision Home Concerts, w którym wykonała „Tears Getting Sober” i cover zwycięskiego utworu Duncana Laurence’a „Arcade”. 20 maja wystąpiła jako trzynasta w kolejności startowej w drugim półfinale i z trzeciego miejsca awansowała do finału, który odbył się 22 maja. Wystąpiła w nim z siedemnastym numerem startowym i zajęła 11. miejsce po zdobyciu 170 punktów w tym 30 punktów od telewidzów (18. miejsce) i 140 pkt od jurorów (6. miejsce).

## Dyskografia

### Minialbumy
- A Little Dramatic (2021)

### Single
| Rok                                                      | Tytuł                                       | Najwyższe pozycje na listach | Najwyższe pozycje na listach | Najwyższe pozycje na listach | Najwyższe pozycje na listach | Najwyższe pozycje na listach | Album             |
| Rok                                                      | Tytuł                                       | BUL                          | BEL (Fl)                     | NLD                          | LTU                          | SWE                          | Album             |
| -------------------------------------------------------- | ------------------------------------------- | ---------------------------- | ---------------------------- | ---------------------------- | ---------------------------- | ---------------------------- | ----------------- |
| 2016                                                     | „Niszto Sluchajno” (z Niki Bakalov i VenZy) | –                            | –                            | –                            | –                            | –                            | –                 |
| 2016                                                     | „Nezawarszen Roman”                         | –                            | –                            | –                            | –                            | –                            | –                 |
| 2017                                                     | „Chast ot men”                              | –                            | –                            | –                            | –                            | –                            | –                 |
| 2018                                                     | „Stranni vremena”                           | –                            | –                            | –                            | –                            | –                            | –                 |
| 2019                                                     | „I Wanna Know”                              | –                            | –                            | –                            | –                            | –                            | –                 |
| 2020                                                     | „Tears Getting Sober”                       | 2                            | –                            | –                            | –                            | –                            | A Little Dramatic |
| 2020                                                     | „Alright”                                   | –                            | –                            | –                            | –                            | –                            | A Little Dramatic |
| 2020                                                     | „Ugly Cry”                                  | 3                            | –                            | –                            | –                            | –                            | A Little Dramatic |
| 2021                                                     | „Growing Up Is Getting Old”                 | –                            | –                            | –                            | 67                           | –                            | A Little Dramatic |
| 2021                                                     | „The Worst”                                 | –                            | –                            | –                            | –                            | –                            | –                 |
| 2022                                                     | „How to Ruin a Life”                        | 6                            | –                            | –                            | –                            | –                            | –                 |
| 2022                                                     | „Were You Ever?”                            | 9                            | –                            | –                            | –                            | –                            | –                 |
| 2023                                                     | „Lover’s Trial”                             | 3                            | –                            | –                            | –                            | –                            | –                 |
| „–” oznacza, że singel nie był notowany na danej liście. |                                             |                              |                              |                              |                              |                              |                   |